# Пекарский, Викентий Викентьевич
Пека́рский Вике́нтий Вике́нтьевич (1937—1994) —  советский кардиохирург, заведующий кафедрой общей хирургии Томского медицинского университета (1974—1994), заведующий хирургическим отделением НИИ кардиологии ТНЦ СО РАМН (1980—1994), доктор медицинских наук, академик РАМН.

## Биография
В. В. Пекарский родился 2 февраля 1937 года в рабочем посёлке речников Самусь Западно-Сибирского края РСФСР (ныне посёлок Томской области) в семье капитана речного пароходства и врача. Уже на 3-м курсе медицинского института, куда он поступил после окончания Самуськой средней школы, начал заниматься в научном студенческом кружке на кафедре общей хирургии под руководством профессора С. П. Ходкевича, а на 4-м курсе ассистировал профессору Н. М. Амосову во время стажировки в Киеве. После окончания института с 1960 году работал торакальным хирургом и анестезиологом торакального отделения Томского городского противотуберкулезного диспансера. С марта 1964 года и до последних своих дней работал в клинике и на кафедре общей хирургии ТМИ, а с 1974 года в течение 20 лет заведовал кафедрой общей хирургии. В 1964 году защитил кандидатскую диссертацию, в 1972 — докторскую, в 1980 году избран членом-корреспондентом АМН СССР.
Викентий Викентьевич принимал активное участие в создании Томского НИИ кардиологии, а отделение сердечно-сосудистой хирургии и нарушения ритма обязаны своим существованием только Пекарскому. Занимаясь проблемами кардиологии, кардиохирургии, реконструктивной и восстановительной хирургии, а также патофизиологией экстремальных состояний, В. В. Пекарский стал основателем торакальной и сердечно-сосудистой хирургии в Томске. Его метод определения интраоперационной кровопотери с помощью оригинального аппарата, действие которого основано на изменении электропроводности, и в настоящее время является достаточно современным.
В. Пекарский впервые в городе Томске начал проводить операции на сердце, а также вести исследования в области электрической стимуляции сердца. В 1974—1980 годах занимался разработкой метода вспомогательного кровообращения, в том числе внутриаортального баллонирования и прямого кардиомассажа. Всеобщее признание среди хирургической общественности получили его работы по хирургическому лечению миопатий. В это же время совместно с инженерами был создан электрический стимулятор желудочно-кишечного тракта, который в настоящее время выпускается серийно под названием «кремлёвская таблетка».
В 1985 году В. Пекарский начал комплексные исследования по автоматической дефибрилляции сердца и стал ведущим специалистом в этой области не только в нашей стране, но и за рубежом. Благодаря его исследованиям в г. Томске впервые в стране был экспериментально обоснован и внедрен в клиническую практику метод энергетической кардиоверсии-дефибрилляции.
Благодаря таланту хирурга и удивительным способностям организатора Томский НИИ кардиологии ТНЦ СО РАМН является в настоящее время одним из ведущих научных и лечебных учреждений этого профиля. Современные технологии коррекции ишемической болезни сердца, нарушения ритма сердца, хирургическое лечение врожденных пороков, внедрение новых суперсовременных технологий лечения ряда заболеваний сердца — вот далеко неполный перечень проблем, которыми в настоящее время в прямом смысле на мировом уровне занимаются томские кардиохирурги благодаря тем инновациям, которые были внедрены В. В. Пекарским.
Викентия Викентьевича отличала удивительная работоспособность, осуществляя по несколько операций в день, он успевал читать лекции студентам медицинского института, заниматься с молодыми докторами, помогать аспирантам и соискателям. Являясь автором 300 работ, в том числе 5 монографий, более 20 авторских свидетельств, около 60 рационализаторских предложений В. В. Пекарский был и блестящим оратором. Его яркие выступления на всесоюзных и международных конгрессах и симпозиумах отличались выразительностью и глубоким содержанием.
В настоящее время многочисленные ученики и последователи дела Викентия Викентьевича Пекарского работают не только во многих уголках нашей необъятной Родины, но и за рубежом, сохраняя и преумножая достижения своего Учителя.

Мемориальная доска на здании НИИ Кардиологии ТНЦ СО РАМН в Томске в честь человека, впервые оживившего сердце

Член Правления Международного Общества по электрокардиостимуляции и электрофизиологии сердца. В 1992 году избран Действительным членом РАМН и в Правление и в Президиум Российской Ассоциации сердечно-сосудистых хирургов. Являлся редактором БМЭ, раздел «Кардиохирургия, трансплантация органов и тканей».
Научные труды: получил 25 авторских свидетельств на изобретение, опубликовал 186 научных работ, в том числе 5 монографий.

## Сочинения
- Пекарский В. В. Управление ритмом и темпом сердца с помощью электрокардиостимуляции парными и биоуправляемыми импульсами. — Томск, 1980.
- Пекарский В. В. Применение прямого механического кардиомассажа для реанимации и биологической консервации почек. — Томск, 1981.
- Пекарский В. В. Грудная симпатэктомия. — Томск, 1980; То же. 1982.
- Пекарский В. В. Экспериментальная кардиомиопластика. — Новосибирск, 1990; То же. 1992.
- Пекарский В. В. Электрическая стимуляция желудочно-кишечного тракта в хирургии. — Томск, 1990.
- Пекарский В. В. Электроимпульсная и медикаментозная терапия нарушений сердца при острой ишемии миокарда. — Томск, 1991.
- Пекарский В. В. Механическая и биомеханическая поддержка сердца. — Томск, 1991.
- Pekarsky, Vikentiy Optimal electrical stimulation for Latissimus dorsi muscle after cardiomyoplasty // Journal of Cardiac Surgery. — N.Y.: John Wiley & Sons, 1993. — Vol.8. — № 2.